# Ligue 1 2012/2013
Soutěžní ročník Ligue 1 2012/2013 byl 75. ročníkem nejvyšší francouzské fotbalové ligy, od sezony 2002/2003 zvané Ligue 1. Soutěž byla započata 10. srpna 2012 a poslední kolo bylo odehráno 26. května 2013. Soutěže se zúčastnilo celkem 20 týmů. Sedmnáct jich postoupilo z minulého ročníku a spadnuvší týmy nahradily 3 nové z Ligue 2.
Mistrovský titul ze sezony 2011/2012 obhajovalo Montpellier HSC, které překvapivě získalo premiérový francouzský titul. Jedním z jeho největších soupeřů byl vicemistr z předchozí sezony Paris Saint-Germain FC, který v letní přestávce získal velmi významné posili včetně Zlatana Ibrahimoviće.
V tradičním letním superpoháru mezi ligovým vítězem a vítězem Coupe de France, zvaném Trophée des champions, zvítězil Olympique Lyonnais nad Montpellier HSC po penaltovém rozstřelu.
Montpellier nakonec nedokázal navázat na loňské výsledky a obsadil až 9. místo. Mistrovský titul, 3. ve své bohaté historii, získal pohodlným náskokem 12 bodů Paris Saint-Germain FC. Jeho hráči zisku docílili toho už ve 36. kole, kdy porazili Olympique Lyonnais a s předstihem mohli slavit.

## Průběh ročníku

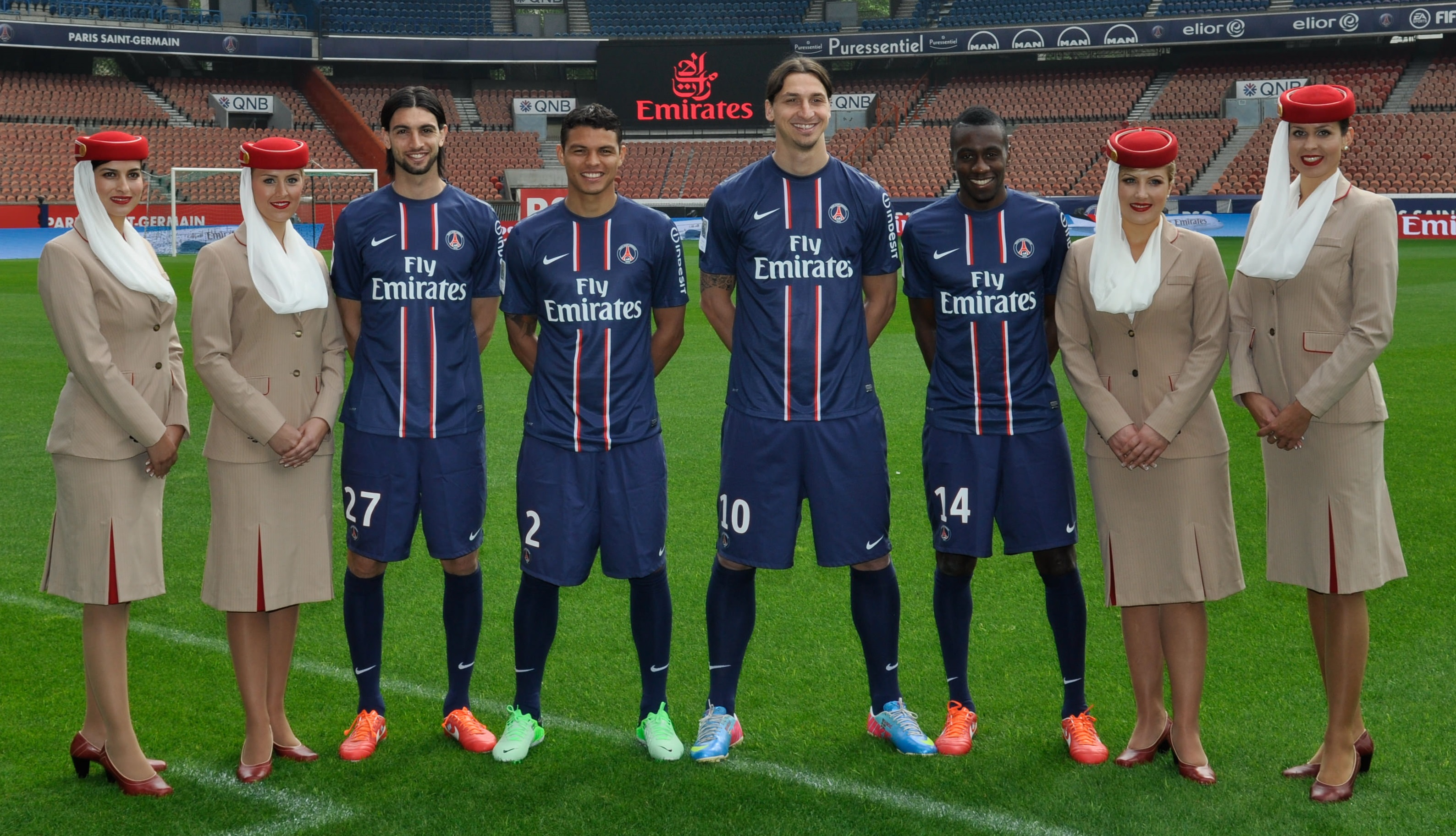
Řadu zvučných posil přivedli za dvě sezony noví majitelé PSG. Mimo jiné přišli (zleva) Javier Pastore, Zlatan Ibrahimović, Thiago Silva a Blaise Matuidi

Před startem sezony, v letní přestávce, byl Paris Saint-Germain FC, za jehož zády stál nově bohatý vlastník z Kataru, hlavním hráčem na Evropském přestupovém trhu. Předchozí sezona nesplnila očekávání, a tak přišly na řadu posily. Z AC Milan přestoupily megahvězdy Zlatan Ibrahimović a Thiago Silva, za které italský klub inkasoval 63 milionů €. Dalších 44 milionů € spolkly přestupy Ezequiela Lavezziho, Marca Verrattiho a Gregoryho van der Wiela.
I přes tyto nákupy nevstoupilo Paris Saint-Germain do nového ročníku dobře. První tři utkání skončily remízou a tým vstřelil jen dvě branky a patřila mu až 11. pozice. Naopak skvěle začal tým Olympique Marseille, který vyhrál úvodních 6 duelů a usadil se na špici tabulky. I na něho však přišla krize a v 9. kole se do čela mohlo dostat PSG. Po 14. kole se i díky tomu, že měl k dispozici dohrávku s Marseille, dostal Olympique Lyon. Ale všeobecně vzato, bylo čelo tabulky po podzimní části velmi vyrovnané. PSG, Marseille i Lyon měly na kontě shodně 38 bodů.
Zlomouvou se tak zřejmě stala právě zimní pauza, kdy Paris Saint-Germain přivedlo ještě další posily. Nejprve za 40 milionů € Brazilce Lucase Mouru ze São Paulo FC a poté jako volného hráče i Davida Backhama z Los Angeles Galaxy. Posílený tým Carla Ancelottiho nepotřeboval na sehrání mnoho času a výsledky se dostavily velmi rychle. Postupně si vybudoval v čele solidní náskok a ve 36. kole, kdy hrál proti Lyonu, už v případě výhry mohl slavit titul. To se i stalo PSG zvítězilo 1–0 a díky náskoku, o který již nemohlo přijít, získalo 3. titul v historii.
Oslavy titulu se pak zvrhly v nepokoje v ulicích Paříže a jejich oficiální část musela být zrušena.
Postup do různých částí Evropské ligy si díky vítězství v pohárech vybojovali Girondins de Bordeaux, vítěz Coupe de France 2012/2013 a AS Saint-Étienne, které si postup zasloužilo vítězstvím v Coupe de la Ligue 2012/13.

## Složení ligy v ročníku 2012/13
Soutěže se účastní 20 týmů, z toho 17 se kvalifikovalo z minulého ročníku. Poslední tři týmy předchozího ročníku, jimiž byli SM Caen, Dijon FCO a poslední tým ročníku - AJ Auxerre, sestoupili do Ligue 2. Opačným směrem putovali SC Bastia (vítěz Ligue 2 2011/2012), Stade de Reims a Troyes AC.
| Klub                   | 2011/2012        | Město         | Stadión                 |
| ---------------------- | ---------------- | ------------- | ----------------------- |
| AC Ajaccio             | 16.              | Ajaccio       | Stade François Coty     |
| SC Bastia              | Ligue 2          | Bastia        | Stade Armand Cesari     |
| Girondins de Bordeaux  | 5.               | Bordeaux      | Stade Chaban-Delmas     |
| Stade Brestois         | 15.              | Brest         | Stade Francis-Le Blé    |
| Evian                  | 9.               | Annecy        | Parc des Sports         |
| Lille OSC              | Bronzová medaile | Villeneuve    | Stadium Lille Métropole |
| FC Lorient             | 17.              | Lorient       | Stade du Moustoir       |
| Olympique Lyonnais     | 4.               | Lyon          | Stade Gerland           |
| Olympique de Marseille | 10.              | Marseille     | Stade Vélodrome         |
| Montpellier HSC        | Zlatá medaile    | Montpellier   | Stade de la Mosson      |
| AS Nancy               | 11.              | Tomblaine     | Stade Marcel Picot      |
| OGC Nice               | 13.              | Nice          | Stade du Ray            |
| Paris Saint-Germain    | Stříbrná medaile | Paříž         | Parc des Princes        |
| Stade de Reims         | Ligue 2          | Reims         | Stade Auguste Delaune   |
| Stade Rennais FC       | 6.               | Rennes        | la Route de Lorient     |
| AS Saint-Étienne       | 7.               | Saint-Étienne | Stade Geoffroy-Guichard |
| Sochaux-Montbéliard    | 14.              | Montbéliard   | Stade Auguste Bonal     |
| Toulouse FC            | 8.               | Toulouse      | Stadium Municipal       |
| Troyes AC              | Ligue 2          | Troyes        | Stade de l'Aube         |
| Valenciennes FC        | 12.              | Valenciennes  | Stade du Hainaut        |

## Tabulka
| Poř. | Tým                 | Z  | V  | R  | P  | VG | OG | B    |
| ---- | ------------------- | -- | -- | -- | -- | -- | -- | ---- |
| 1.   | Paris Saint-Germain | 38 | 25 | 8  | 5  | 69 | 23 | 83   |
| 2.   | Marseille           | 38 | 21 | 8  | 9  | 42 | 36 | 71   |
| 3.   | Olympique Lyonnais  | 38 | 19 | 10 | 9  | 61 | 38 | 67   |
| 4.   | OGC Nice            | 38 | 18 | 10 | 10 | 57 | 46 | 64   |
| 5.   | AS Saint-Étienne 2  | 38 | 16 | 15 | 7  | 60 | 32 | 63   |
| 6.   | Lille OSC           | 38 | 16 | 14 | 8  | 59 | 40 | 62   |
| 7.   | Bordeaux1           | 38 | 13 | 16 | 9  | 40 | 34 | 55   |
| 8.   | Lorient             | 38 | 14 | 11 | 13 | 57 | 58 | 53   |
| 9.   | Montpellier HSC     | 38 | 15 | 7  | 16 | 54 | 51 | 52   |
| 10.  | Toulouse            | 38 | 13 | 12 | 13 | 49 | 47 | 51   |
| 11.  | Valenciennes        | 38 | 12 | 12 | 14 | 49 | 53 | 48   |
| 12.  | SC Bastia           | 38 | 13 | 8  | 17 | 50 | 66 | 47   |
| 13.  | Stade Rennais       | 38 | 13 | 7  | 18 | 48 | 59 | 46   |
| 14.  | Stade de Reims      | 38 | 10 | 13 | 15 | 33 | 42 | 43   |
| 15.  | Sochaux             | 38 | 10 | 11 | 17 | 41 | 57 | 41   |
| 16.  | Evian               | 38 | 10 | 10 | 18 | 46 | 53 | 40   |
| 17.  | Ajaccio             | 38 | 9  | 15 | 14 | 39 | 51 | 40 3 |
| 18.  | Nancy               | 38 | 9  | 11 | 18 | 38 | 58 | 38   |
| 19.  | Troyes AC           | 38 | 8  | 13 | 17 | 43 | 61 | 37   |
| 20.  | Stade Brestois      | 38 | 8  | 5  | 25 | 32 | 62 | 29   |

Poznámky
- Z = Odehrané zápasy; V = Vítězství; R = Remízy; P = Prohry; VG = Vstřelené góly; OG = Obdržené góly; B = Body
- 1  FC Girondins de Bordeaux se jako vítěz Coupe de France 2012–13 kvalifikoval přímo do základní skupiny Evropské Ligy UEFA.
- 2  AS Saint-Étienne se jako vítěz Coupe de la Ligue 2012–13 kvalifikovala do 3. předkola Evropské Ligy UEFA.
- 3  9. srpna 2012 byly týmu AC Ajaccio odečteny 2 body jako součást trestu za nepokoje fanoušku v utkání s Olympique Lyonnais,

|  | Přímý postup do Ligy mistrů 2013/2014              |
|  | Postup do Play-off Ligy mistrů 2013/2014           |
|  | Přímý postup do Evropské Ligy UEFA 2013/2014       |
|  | Postup do Play-off Evropské Ligy UEFA 2013/2014    |
|  | Postup do 3. předkola Evropské Ligy UEFA 2013/2014 |
|  | Sestup do Ligue 2                                  |

### Postavení týmů po jednotlivých kolech
| Klub           | 1  | 2  | 3  | 4  | 5  | 6  | 7  | 8  | 9  | 10 | 11 | 12 | 13 | 14 | 15 | 16 | 17 | 18 | 19 | 20 | 21 | 22 | 23 | 24 | 25 | 26 | 27 | 28 | 29 | 30 | 31 | 32 | 33 | 34 | 35 | 36 | 37 | 38 |
| -------------- | -- | -- | -- | -- | -- | -- | -- | -- | -- | -- | -- | -- | -- | -- | -- | -- | -- | -- | -- | -- | -- | -- | -- | -- | -- | -- | -- | -- | -- | -- | -- | -- | -- | -- | -- | -- | -- | -- |
| P.S.G.         | 10 | 12 | 12 | 9  | 4  | 3  | 2  | 2  | 1  | 1  | 2  | 2  | 3  | 2  | 4  | 2  | 2  | 1  | 1  | 2  | 1  | 1  | 1  | 1  | 1  | 1  | 1  | 1  | 1  | 1  | 1  | 1  | 1  | 1  | 1  | 1  | 1  | 1  |
| Marseille      | 7  | 2  | 1  | 1  | 1  | 1  | 1  | 1  | 2  | 4  | 3  | 3  | 4  | 3  | 2  | 3  | 3  | 3  | 3  | 3  | 3  | 3  | 3  | 3  | 3  | 3  | 3  | 3  | 3  | 2  | 2  | 2  | 2  | 2  | 2  | 2  | 2  | 2  |
| Lyon           | 6  | 1  | 2  | 2  | 2  | 2  | 3  | 3  | 3  | 2  | 1  | 1  | 1  | 1  | 1  | 1  | 1  | 2  | 2  | 1  | 2  | 2  | 2  | 2  | 2  | 2  | 2  | 2  | 2  | 3  | 4  | 3  | 3  | 3  | 3  | 3  | 3  | 3  |
| Nice           | 16 | 14 | 16 | 16 | 11 | 12 | 12 | 16 | 15 | 17 | 16 | 15 | 11 | 10 | 9  | 10 | 8  | 5  | 9  | 5  | 4  | 6  | 5  | 6  | 4  | 4  | 5  | 5  | 5  | 6  | 6  | 5  | 6  | 6  | 4  | 5  | 6  | 4  |
| Saint-Étienne  | 15 | 16 | 11 | 8  | 10 | 11 | 11 | 9  | 10 | 5  | 6  | 4  | 5  | 4  | 3  | 4  | 4  | 8  | 10 | 11 | 8  | 7  | 6  | 4  | 5  | 5  | 4  | 4  | 4  | 4  | 3  | 4  | 4  | 4  | 5  | 6  | 4  | 5  |
| Lille OSC      | 3  | 6  | 8  | 12 | 12 | 13 | 15 | 11 | 12 | 10 | 8  | 7  | 8  | 9  | 10 | 11 | 10 | 11 | 8  | 8  | 10 | 11 | 10 | 10 | 10 | 8  | 7  | 6  | 6  | 5  | 5  | 6  | 5  | 5  | 6  | 4  | 5  | 6  |
| Bordeaux       | 2  | 4  | 4  | 4  | 5  | 6  | 5  | 6  | 6  | 8  | 7  | 6  | 2  | 5  | 6  | 6  | 5  | 7  | 7  | 4  | 7  | 5  | 4  | 7  | 9  | 10 | 10 | 9  | 9  | 9  | 9  | 9  | 9  | 9  | 9  | 8  | 9  | 7  |
| Lorient        | 9  | 5  | 7  | 3  | 3  | 4  | 4  | 4  | 8  | 9  | 11 | 12 | 10 | 11 | 11 | 8  | 6  | 4  | 5  | 7  | 6  | 8  | 9  | 8  | 7  | 9  | 9  | 10 | 8  | 8  | 8  | 8  | 7  | 7  | 8  | 7  | 7  | 8  |
| Montpellier    | 11 | 13 | 18 | 13 | 16 | 16 | 13 | 15 | 16 | 14 | 15 | 14 | 15 | 12 | 14 | 12 | 11 | 9  | 11 | 9  | 12 | 9  | 8  | 9  | 8  | 6  | 6  | 7  | 7  | 7  | 7  | 7  | 8  | 8  | 7  | 9  | 8  | 9  |
| Toulouse       | 12 | 7  | 5  | 5  | 7  | 7  | 6  | 7  | 4  | 3  | 4  | 8  | 9  | 7  | 8  | 9  | 12 | 12 | 12 | 12 | 9  | 10 | 11 | 12 | 12 | 12 | 12 | 11 | 11 | 11 | 11 | 11 | 11 | 11 | 10 | 10 | 10 | 10 |
| Valenciennes   | 8  | 10 | 3  | 6  | 6  | 9  | 7  | 8  | 5  | 6  | 5  | 5  | 6  | 6  | 5  | 5  | 7  | 10 | 6  | 10 | 11 | 12 | 12 | 11 | 11 | 11 | 11 | 12 | 12 | 12 | 13 | 14 | 12 | 12 | 12 | 11 | 13 | 11 |
| Bastia         | 1  | 3  | 6  | 10 | 13 | 15 | 16 | 14 | 13 | 11 | 12 | 13 | 17 | 15 | 13 | 13 | 15 | 16 | 13 | 13 | 13 | 13 | 14 | 14 | 15 | 16 | 14 | 14 | 14 | 13 | 12 | 12 | 13 | 14 | 14 | 13 | 12 | 12 |
| Stade Rennais  | 17 | 18 | 13 | 17 | 18 | 18 | 14 | 12 | 9  | 12 | 9  | 9  | 7  | 8  | 7  | 7  | 9  | 6  | 4  | 6  | 5  | 4  | 7  | 5  | 6  | 7  | 8  | 8  | 10 | 10 | 10 | 10 | 10 | 10 | 11 | 12 | 11 | 13 |
| Stade de Reims | 19 | 17 | 14 | 14 | 8  | 5  | 8  | 5  | 7  | 7  | 10 | 11 | 14 | 16 | 16 | 16 | 17 | 17 | 16 | 16 | 18 | 18 | 18 | 16 | 17 | 17 | 16 | 17 | 16 | 16 | 15 | 13 | 14 | 15 | 15 | 16 | 14 | 14 |
| Sochaux        | 14 | 19 | 20 | 20 | 19 | 14 | 17 | 18 | 18 | 15 | 17 | 18 | 16 | 18 | 18 | 17 | 18 | 18 | 18 | 17 | 16 | 16 | 17 | 18 | 14 | 15 | 17 | 18 | 18 | 17 | 16 | 17 | 18 | 18 | 16 | 15 | 17 | 15 |
| Evian          | 13 | 15 | 17 | 18 | 15 | 17 | 18 | 17 | 17 | 18 | 18 | 17 | 18 | 17 | 17 | 18 | 14 | 15 | 17 | 18 | 17 | 17 | 16 | 17 | 18 | 18 | 18 | 16 | 15 | 15 | 17 | 16 | 16 | 17 | 18 | 17 | 16 | 16 |
| Ajaccio        | 4  | 9  | 10 | 7  | 9  | 10 | 9  | 10 | 11 | 13 | 13 | 10 | 12 | 13 | 12 | 15 | 13 | 14 | 14 | 15 | 15 | 14 | 13 | 13 | 13 | 13 | 13 | 13 | 13 | 14 | 14 | 15 | 15 | 13 | 13 | 14 | 15 | 17 |
| Nancy          | 5  | 8  | 9  | 15 | 17 | 19 | 19 | 19 | 20 | 20 | 20 | 20 | 20 | 20 | 20 | 20 | 19 | 20 | 20 | 20 | 20 | 20 | 19 | 20 | 20 | 20 | 19 | 20 | 20 | 19 | 18 | 18 | 17 | 16 | 17 | 18 | 19 | 18 |
| Troyes AC      | 20 | 20 | 19 | 19 | 20 | 20 | 20 | 20 | 19 | 19 | 19 | 19 | 19 | 19 | 19 | 19 | 20 | 19 | 19 | 19 | 19 | 19 | 20 | 19 | 19 | 19 | 20 | 19 | 19 | 20 | 20 | 20 | 20 | 20 | 19 | 19 | 18 | 19 |
| Stade Brestois | 18 | 11 | 15 | 11 | 14 | 8  | 10 | 13 | 14 | 16 | 14 | 16 | 13 | 14 | 15 | 14 | 16 | 13 | 15 | 14 | 14 | 15 | 15 | 15 | 16 | 14 | 15 | 15 | 17 | 18 | 19 | 19 | 19 | 19 | 20 | 20 | 20 | 20 |

## Střelecká listina

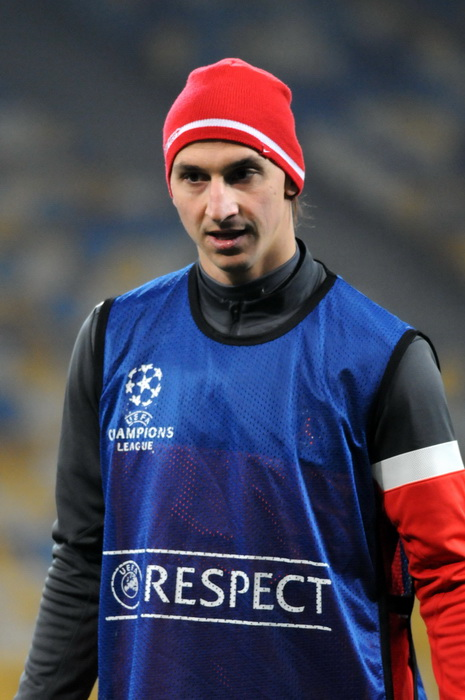
Zlatan Ibrahimović, nejlepší střelec Ligue 1 v sezoně 2012–13

Nejlepším střelcem tohoto ročníku Ligue 1 se stal švédský útočník Zlatan Ibrahimović. Nová posila týmu Paris Saint-Germain zaznamenala 30 branek a před druhými Francouzem Pierre-Emerickem Aubameyangem a Argentincem Cvitanichem zvítězil o plných 11 zásahů. Ibrahimovićovi se povedl velmi zajímavý počin, když se stal nejlepším střelcem už ve třetím velkoklubu, hrajícím některou z TOP 5 evropských soutěží. V sezonách 2008/2009 a 2011/2012 byl už totiž nejlepším střelcem Serie A s týmy FC Internazionale Milano a AC Milan.
| P. | Nár               | Hráč                | Tým                 | Branky |
| -- | ----------------- | ------------------- | ------------------- | ------ |
| 1. | Švédsko           | Zlatan Ibrahimović  | Paris Saint-Germain | 30     |
| 2. | Gabon             | P.E. Aubameyang     | Saint-Étienne       | 19     |
| 2. | Argentina         | Darío Cvitanich     | Nice                | 19     |
| 4. | Francie           | Bafétimbi Gomis     | Lyon                | 16     |
| 5. | Francie           | Wissam Ben Yedder   | Toulouse FC         | 15     |
| 5. | Francie           | Anthony Modeste     | SC Bastia           | 15     |
| 5. | Francie           | Jérémie Aliadière   | FC Lorient          | 15     |
| 8. | Pobřeží slonoviny | Salomon Kalou       | Lille OSC           | 14     |
| 9. | Francie           | André-Pierre Gignac | Marseille           | 13     |
| 9. | Tunisko           | Saber Khelifa       | Evian               | 13     |

## Vítěz
| Ligue 1 2012/2013 Paris Saint-Germain FC (3. titul) |